# Kleiner Rappenkopf
Der Kleine Rappenkopf (auch Rappenköpfle) ist ein 2276 m ü. NHN hoher Nebengipfel des Hochrappenkopfs in den Allgäuer Alpen. Er hat den Charakter eines Grasberggipfels.

## Lage und Umgebung
Der Kleine Rappenkopf ist dem Hochrappenkopf nordwestlich vorgelagert. Zusammen mit dem Hochrappenkopf bildet er den südlichen Abschluss des Rappenseekars, in dem der Rappensee liegt.

## Besteigung
Auf den Kleinen Rappenkopf führt kein markierter Weg. Der einfachste Anstieg erfolgt weglos über die steilen Grasflanken von Westen (Schwierigkeit I), während der Anstieg vom Rappensee mit den mittelschweren Anstiegen an der Höfats verglichen werden kann. Es wird eher selten bestiegen.

## Botanik
Wie die anderen Grasberge der Allgäuer Alpen (z. B. Höfats, Schneck, Linkerskopf) weist der Kleine Rappenkopf reichhaltige Botanik auf.